# Versailles Lake
Versailles Lake är en sjö i Kanada.   Den ligger i provinsen Saskatchewan, i den centrala delen av landet, 2 300 km nordväst om huvudstaden Ottawa. Versailles Lake ligger 404 meter över havet. Arean är 10,1 kvadratkilometer. Den sträcker sig 8,6 kilometer i nord-sydlig riktning, och 7,9 kilometer i öst-västlig riktning.
I omgivningarna runt Versailles Lake växer i huvudsak barrskog. Trakten runt Versailles Lake är nära nog obefolkad, med mindre än två invånare per kvadratkilometer.